# Style (singel Taylor Swift)
Style – singel amerykańskiej piosenkarki Taylor Swift, wydany 9 lutego 2015 nakładem wytwórni Virgin EMI, Universal Music i Big Machine. Utwór został wydany jako trzeci singel promujący album 1989.

## Teledysk
Reżyserią wideo zajął się Kyle Newman. 10 lutego 2015 roku Taylor zamieściła na Instagramie krótki kawałem teledysku oraz datę jego premiery, która miała odbyć się 13 lutego 2015 w programie Good Morning America. Jednak faktyczna premiera odbyła się kilka godzin wcześniej w kanadyjskim kanale muzycznym Much. Zaraz po emisji w telewizji teledysk ukazał się na oficjalnym kanale Swift na portalu Vevo. 

## Notowania i certyfikaty
| Lista (2014)                             | Najwyższa pozycja |
| ---------------------------------------- | ----------------- |
| Australia (ARIA Charts)                  | 8                 |
| Austria (Ö3 Austria Top 40)              | 30                |
| Belgia (Ultratop 50 Flandria)            | 8                 |
| Belgia (Ultratop 50 Walonia)             | 47                |
| Chorwacja (ARC 100)                      | 31                |
| Czechy (IFPI Ceská Republika)            | 25                |
| Kanada (Canadian Hot 100)                | 6                 |
| Francja (SNEP)                           | 150               |
| Holandia (MegaCharts)                    | 22                |
| Irlandia (IRMA)                          | 38                |
| Japonia (Japan Hot 100)                  | 57                |
| Niemcy (Media Control Charts)            | 99                |
| Nowa Zelandia (NZ Top 40 Singles)        | 11                |
| RPA (EMA)                                | 17                |
| Serbia (IFPI)                            | 2                 |
| Słowacja (IFPI)                          | 62                |
| Węgry (Mahasz)                           | 38                |
| Wielka Brytania (UK Singles Chart)       | 16                |
| Stany Zjednoczone (Billboard Hot 100)    | 6                 |
| Stany Zjednoczone (Hot Dance Club Songs) | 44                |
| Stany Zjednoczone (Top 40 Mainstream)    | 1                 |
| Stany Zjednoczone (Rhythmic)             | 21                |

| Kraj                     | Certyfikat | Sprzedaż   |
| ------------------------ | ---------- | ---------- |
| Australia (ARIA)         | Platyna    | 70,000+    |
| Nowa Zelandia (RIANZ)    | Złoto      | 7,500+     |
| Stany Zjednoczone (RIAA) | Platyna    | 1,000,000+ |

## Historia wydania
| Kraj              | Data            | Format                 | Wytwórnia                | Ref.   |
| ----------------- | --------------- | ---------------------- | ------------------------ | ------ |
| Stany Zjednoczone | 9 lutego 2015   | Hot adult contemporary | - Big Machine - Republic | [ 31 ] |
| Stany Zjednoczone | 10 lutego 2015  | Contemporary hit radio | - Big Machine - Republic | [ 32 ] |
| Stany Zjednoczone | 10 lutego 2015  | Rhythmic contemporary  | - Big Machine - Republic | [ 33 ] |
| Włochy            | 3 kwietnia 2015 | Radio airplay          | - Big Machine - Republic | [ 34 ] |